# ويل برانسون
ويل برانسون (بالإنجليزية: Will Brunson)‏ هو لاعب كرة قاعدة أمريكي، ولد في 20 مارس 1970 في إيرفينغ في الولايات المتحدة.

## وصلات خارجية
- ويل برانسون على موقع دوري كرة القاعدة الرئيسي (الإنجليزية)
- ويل برانسون على موقعبيزبول رفرنس.كوم (الدوري الرئيسي) (الإنجليزية)
- ويل برانسون على موقعبيزبول رفرنس.كوم (الدوري الثانوي) (الإنجليزية)